# Женская гимназия П. А. Смирновой
Первая Ново-Николаевская женская гимназия — образовательное учреждение, основанное в 1905 году П. А. Смирновой в Ново-Николаевске (ныне — Новосибирск). Была закрыта в период Гражданской войны.

## История
7 мая 1905 года уроженка Самары Павла Алексеевна Смирнова открывает в центральной части Ново-Николаевска учебное заведение — училище 2-го разряда с четырьмя классами. Некоторое время оно располагалось в двухэтажном доме на Асинкритовской улице, арендованном у купца Фёдора Даниловича Маштакова.
В 1907 году появился пятый класс, в этом же году училище стало женским учебным заведением 1-го разряда. В 1908 году появляется шестой класс, в 1909 году — седьмой, после чего Павла Алексеевна начинает планировать открытие уже восьмого (педагогического) класса.
Для получения финансовой помощи Павла Смирнова решает передать своё училище городу. И тогда 2 августа 1910 года попечитель Западно-Сибирского учебного округа принимает решение о преобразовании учреждения П. А. Смирновой в женскую гимназию Министерства Народного Просвещения. После этого ответственность за все хозяйственные и финансовые дела гимназии легла на Попечительный Совет, в который вошли многие известные в городе лица: Калисфения Платоновна Лапшина, Екатерина Николаевна Вставская, Елена Иосифовна Питон, Михаил Павлович Востоков (председатель Попечительского Совета), Алексей Григорьевич Беседин и Сергей Владимирович Горохов. Немного позднее членами Совета стали Митрофан Алексеевич Рунин и Александр Михайлович Луканин, а в следующие годы в него также вошли Николай Михайлович Тихомиров и Андрей Дмитриевич Крячков.
В 1913 году гимназия переехала из дома Ф. Д. Маштакова по причине его неудовлетворительного технического состояния. В здании обнаружились «несколько подгнивших половых досок 2-го этажа» и «сильный прогиб потолочных балок первого этажа». Гимназия арендовало два помещения у барнаульского купца Ивана Тимофеевича Сурикова, одно из которых было построено ещё в начале XX века на углу улиц Гондатти и Кузнецкой.
В 1916 году к Попечителю Западно-Сибирского учебного округа было направлено обращение с просьбой «присвоить существующей в городе Ново-Николаевске женской гимназии наименование: ПЕРВАЯ НОВО-НИКОЛАЕВСКАЯ ЖЕНСКАЯ ГИМНАЗИЯ МИНИСТЕРСТВА НАРОДНОГО ПРОСВЕЩЕНИЯ». Это обращение было сделано из-за того, что в городе к тому времени уже действовала другая женская гимназия. Просьба о новом названии была удовлетворена.
1 июля 1918 года на должность начальницы гимназии назначена Софья Тыжнова. О причинах ухода с руководящего поста Павлы Смирновой ничего неизвестно. 
В 1919 году, несмотря на Гражданскую войну, гимназия продолжала работать. Об этом свидетельствуют различные документы того периода. Одно из последних известных заявлений о приёме в гимназию написано 13 октября 1919 года крестьянкой Верх-Ирменского села Ново-Николаевского уезда: 

«…Покорнейше прошу Педагогический Совет допустить мою дочь от первого брака Капитолину Лапину к испытанию знания для поступления в первый класс и в случае удовлетворительного результата принять ее в Вашу гимназию. Своевременно явиться не могла ввиду большевистского восстания в деревне.»
14 октября на данную просьбу был дан положительный ответ.
Из сохранившихся источников известно, что в июне 1920 года бывшая гимназия числится под именем Третьей советской школы 2-й ступени Центрального района, а уже 26 января 1921 года эта учреждение было закрыто «из-за недостатка преподавателей».

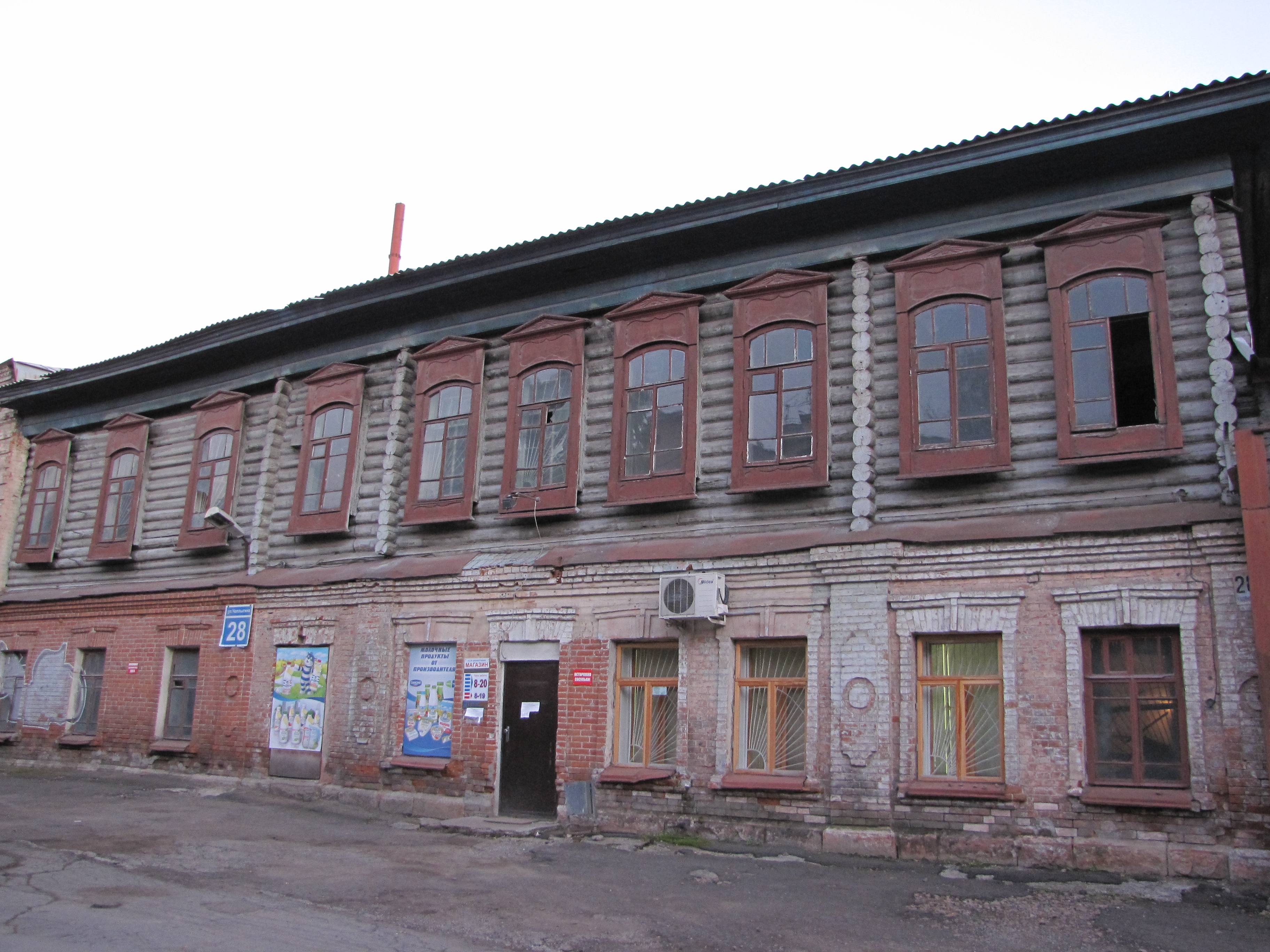
Дом Ф. Д. Маштакова, в котором первоначально располагалась гимназия

## Преподавательский состав
Учительский состав гимназии состоял из преподавателей, окончивших образовательные учреждения в различных городах Российской империи, от Украины до Сибири. В их числе законоучитель священник Тимофей Илларионович Лазурин, выпускник Томской губернской мужской гимназии, учительница словесности и педагогики Клавдия Андреевна Порапонова, окончившая Высшие женские курсы в Киеве по историко-филологическому отделению, преподаватель гигиены Иван Иванович Абдрин (медицинский факультет Казанского университета), учительница немецкого языка Мария Фридриховна Рамман (Испытательный Комитет Московского учебного округа) и т. д. Среди преподавателей были и выпускники самого учебного заведения — учительница приготовительного класса Лидия Павловна Лапшина окончила VIII классов Ново-Николаевской женской гимназии.

## Сословный состав учащихся
В гимназии на равных правах обучались как девушки из самых обеспеченных в городе семей (Луканины, Маштаковы, Коганы) так и крестьянские дети из Коченёва, Болотного, Каинска, Ордынского и т. д.

## Дисциплина
В учебном заведении были очень строгие порядки. Например, в обязанность надзирательниц входило не только наблюдение за воспитанницами в самой гимназии, но и посещение квартир гимназисток, живущих без родителей, для ознакомления с условиями их проживания. О дисциплинарных нарушениях они уведомляли начальницу, которая, в свою очередь, докладывала о них Председателю Педагогического Совета.
Не допускалось нахождение в общественных местах без разрешения руководства. Посещение кинотеатров могло происходить только организованно, при этом для гимназисток демонстрировались фильмы образовательного характера, о чём свидетельствует письмо владельцу электротеатра Федоту Махотину с благодарностью за «возможность посетить сеанс кинематографических картин научного содержания». Под запретом были походы в сады, цирковые балаганы, на маскарады. За участие в костюмированном вечере при Офицерском собрании была наказана гимназистка Софья Маштакова, дочь Фёдора Даниловича Маштакова, которая поехала на мероприятие вместе с друзьями под маскарадной маской. Проступок девушки рассматривался на заседании Попечительского Совета. Но благодаря раскаянию и отсутствию каких-либо серьёзных дисциплинарных нарушений она была прощена, однако родителям девушки было выражено «глубокое сожаление».
Иногородние ученицы отпускались на каникулы только после того, как им выписывался специальный билет с номером, печатью и подписью начальницы гимназии.

## Стоимость обучения
Стоимость обучения составляла 100—150 рублей в год.

## Благотворительность
С целью привлечения благотворительных средств ученицы устраивали различные мероприятия, такие как платный литературно-вокально-музыкальный вечер 1916 года, проведённый в здании гимназии на масленицу для сбора денег на пасхальные подарки солдатам Русской армии. Однако чаще на таких вечерах собирались денежные средства на обучение бедных гимназисток.

## Досуг
Гимназия организовывала школьные пикники, они проводились в том месте, где сейчас находится улица Дуси Ковальчук, в районе между современными площадью Калинина и Плановой улицей, особенно часто их устраивали в месте расположения школы № 120. В этом районе были сосновый бор и лесные поляны.

## Известные выпускницы
В гимназии обучались известные в городе врачи: невропатолог Эсфирь Зеликовна Шамовская и Анна Ивановна Беневоленская.

Анна Ивановна Беневоленская

Также гимназию окончили Елена-Августа Васильевна Бердникова и её сестра Вера Васильевна Бердникова.